# Anik F3
Anik F3 ist ein Fernsehsatellit der Anik-Reihe des kanadischen Satellitenbetreibers Telesat Canada und Nachfolger von Anik F1R. Neben der Übertragung von Rundfunk- und Fernsehprogrammen bietet er auch Übertragungskapazität für Telefon- und Breitband-Internetdienste an.
Der von EADS Astrium entwickelte Anik F3 wiegt 4634 Kilogramm und ist für eine Betriebszeit von 15 Jahren[veraltet] ausgelegt. Er wurde im Januar 2003 von Telesat bestellt und am 9. April 2007 mit einer Trägerrakete vom Typ Proton-M vom Weltraumbahnhof Baikonur in Kasachstan ins All befördert.

## Empfang
Der Satellit kann in Nordamerika und Teilen des Pazifik und des Atlantischen Ozeans empfangen werden.
Die Übertragung erfolgt im C-, Ku-Band und Ka-Band über drei Antennen von 2,4 Metern Durchmesser und eine von einem halben Meter Durchmesser.